# Ariège (rzeka)
Ariège (oksyt. Arièja) – rzeka leżąca na południu Francji mająca swe źródła w Pirenejach (w pobliżu Andory), przepływa przez departamenty: Ariège (gdzie ma swe źródła) i Górna Garonna (gdzie znajduje się jej ujście). Uchodzi do Garonny (w pobliżu Tuluzy – na południe od niej), w gminie Portet-sur-Garonne. Jej długość wynosi 170 km.

## Ważniejszedopływy

### Brzegprawy
- Oriège
- Crieu
- Hers-Vif
- Aïse

### Brzeg lewy
- Aston
- Vicdessos
- Arget
- Lèze

## Miasta
- Foix (Ariège)
- Pamiers (Ariège)
- Auterive (Górna Garonna)